# VisiCalc
VisiCalc – pierwszy elektroniczny arkusz kalkulacyjny, zaprojektowany w 1978 roku dla komputerów Apple II. Autorami VisiCalca byli Dan Bricklin i Bob Frankston.
Program był sterowany poleceniami – jego późniejsi konkurenci, jak SuperCalc, MultiPlan czy Lotus 1-2-3 sukcesywnie wprowadzali usprawnienia w technikach sterowania i interfejsie. VisiCalc spowodował także wprowadzenie arkuszy kalkulacyjnych dla większych maszyn, jak minikomputery i mainframe.
Sprzedano około 1 mln kopii VisiCalc, do końca produkcji programu, czyli do 1985 roku.